# Norbert Riedel (Diplomat)

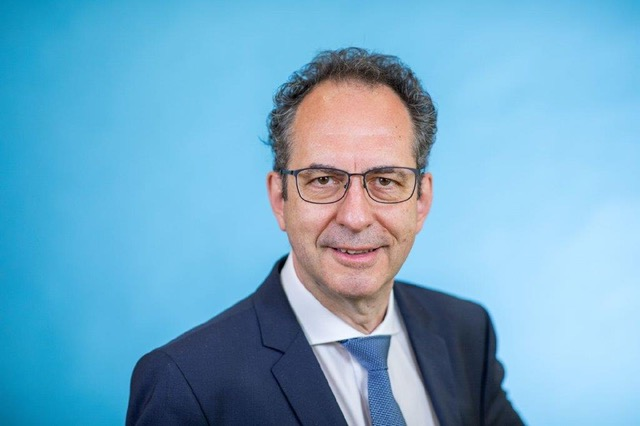
Norbert Riedel

Norbert Riedel (* 13. September 1960 in Stuttgart) ist ein deutscher Jurist und Diplomat. Seit September 2024 ist er Generalkonsul in Shanghai/China.

## Leben
Nach Abitur am Eduard-Spranger-Gymnasium in Filderstadt (1979) und einer Ausbildung zum Bankkaufmann bei der Commerzbank AG Stuttgart (1979–1981) leistete Riedel seinen Zivildienst bei der Deutschen Rettungsflugwacht e.V. Stuttgart (1981–1982). 1982 bis 1988 studierte er Rechtswissenschaften an der Julius-Maximilians-Universität Würzburg und an der Universität Caen/Frankreich (1984–1985). Er war Stipendiat der Robert-Bosch-Stiftung und des DAAD. 1988 schloss er das Studium mit dem ersten juristischen Staatsexamen in Würzburg ab. Von 1988 bis 1991 war Riedel wissenschaftlicher Mitarbeiter am Institut für Völkerrecht, Europarecht und internationales Wirtschaftsrecht in Würzburg. 1989 wurde er an der Universität Würzburg zum Doctor iuris utriusque promoviert. Den juristischen Vorbereitungsdienst am Oberlandesgericht Bamberg schloss er 1991 mit dem zweiten juristischen Staatsexamen in München ab.
Nachdem er zunächst einen Lehrauftrag an der Universität Würzburg innegehabt hatte, wurde Riedel 2005 zum Honorarprofessor an der juristischen Fakultät der Julius-Maximilians-Universität Würzburg ernannt, wo er Europarecht unterrichtet.
Er ist verheiratet und hat zwei Kinder.

## Auswärtiger Dienst
1991 trat Riedel in den Diplomatischen Dienst ein. Nach Beendigung der Attachéausbildung arbeitete er von 1992 bis 1993 in der Wirtschaftsabteilung des Auswärtigen Amtes. Von 1993 bis 1996 war er an der Botschaft Sofia, Bulgarien, von 1996 bis 1999 in der Europaabteilung des Auswärtigen Amts tätig, wo er an den Verhandlungen zum Vertrag von Amsterdam teilnahm. Nach einem Einsatz an der Botschaft Lissabon, Portugal, (1999 bis 2002) war er im Bundeskanzleramt Leiter des Referats Europäische Union (2002 bis 2005) und nahm unter anderem an den Verhandlungen zum sog. Europäischen Verfassungsvertrag teil. Anschließend war er im Auswärtigen Amt tätig, zunächst von 2005 bis 2007 als Leiter des Referats Visapolitik, anschließend von 2007 bis 2009 als Leiter des Personalreferats Höherer Dienst. 2009 wurde Riedel zum stellvertretenden Leiter der Zentralabteilung und Beauftragten für Personal im Auswärtigen Amt ernannt.
Ab 2010 war Riedel als Gesandter an der Botschaft Peking, China, wo er von Juni bis September 2014 Geschäftsträger ad interim war. Im Auswärtigen Amt in Berlin war er anschließend von 2014 bis 2015 zunächst Sonderbeauftragter für Cyber-Außenpolitik und von 2015 bis 2017 Beauftragter für Asien und Pazifik.
Von Oktober 2017 bis August 2020 war Riedel Botschafter in der Schweiz und Liechtenstein. Von 2020 bis 2024 war Riedel Botschafter in Singapur. Seit September 2024 ist er Generalkonsul in Shanghai/China.

## Veröffentlichungen
- Leitartikel anlässlich der Veröffentlichung der Indo-Pazifik-Leitlinien der Bundesregierung. In: The Straits Times. 19. September 2020, abgerufen am 24. Oktober 2020 (kostenpflichtig).
- Leitartikel anlässlich des Internationalen Holocaust-Gedenktags am 27. Januar 2020 anlässlich der deutschen Präsidentschaft in der “International Holocaust Remembrance Alliance”
- Leitartikel zur deutsch-singapurischen Kooperation für „Impfstoffmultilateralismus“ vom 9. April 2021auch erschienen auf Chinesisch in Lianhe Zaobao
- Meinungsartikel zu Wirtschaftsaspekten der Indo-Pazifik Leitlinien der Bundesregierung In: The Business Times29. Juni 2021, abgerufen am 12. Juli 2021 (kostenpflichtig)
- Meinungsartikel zur EU Indo-Pazifik Strategie in The Business Times 15. Oktober 2021, abgerufen am 12. Dezember 2021 (mit Marc Abensour und Margriet Vonno)
- Meinungsartikel anlässlich des Singapur-Besuchs der Fregatte Bayern in The Straits Times am 20. Dezember 2021, abgerufen am 5. Januar 2022 auch erschienen auf Chinesisch in Lianhe Zaobao